# 飛騨高山まつりの森
飛騨高山まつりの森（ひだたかやままつりのもり）は、岐阜県高山市にある博物館。

## 概要
岐阜県高山市は年間200万人にも及ぶ観光客が訪れる一方で、市内には温泉はなく、下呂温泉や奥飛騨温泉郷などに滞在型の観光客を奪われていた。こうした状況を改善するため、高山市の総合造園業「飛騨庭石」は1988年から高山市千島町越後谷、同市越後町の2箇所でボーリングを行っていたが、1989年に2箇所とも温泉掘削に成功した。1990年、飛騨庭石は発見した温泉を活用した観光開発のため、CBCと「CBC高山開発」を設立、後にJR東海も出資に加わった。同社は1992年に複合リゾート「森のリゾート・高山ランド」の起工式を行い、高山市の山間地開発に着手した。このリゾート開発の一環として飛騨庭石が発表したのが、山車の展示保存施設である。施設は岩盤地下の空洞を利用する計画で、地下に美術館を設けるのは日本国内初の試みであった。美術館のほかには昆虫館や食祭館が建設され、1998年4月に完成、4月29日から観光施設「飛騨高山まつりの森」として一般公開された。
施設のうち「高山祭りミュージアム」と「ちょうの館」は、岐阜県より博物館に相当する施設（指定施設）として指定されている。